# Steske
Steske (in italiano tra le due guerre Stesche) è un insediamento (naselje) sloveno situato nel comune di Nova Gorica a vicino all'insediamento di Rifembergo.
L'insediamento è perlopiù posto sulle rive del fiume Branica, e alcune parti di esso, come il villaggio di Pekel, sono poste sul fiume Vipacco (Vipava), in cui il Branica confluisce.

## Storia
Nel 1739 i conti Lanthieri fecero costruire un mulino presso l'attuale villaggio di Pekel (noto in epoca ottocentesca anche col toponimo italiano di Molino). Di esso si servivano gli agricoltori della bassa Valle del Vipacco e del Carso. In seguito ad esso si aggiunse una fucina per la produzione di prodotti agricoli e nel XIX secolo una segheria. Allo stesso periodo risale un ponte di pietra sul Branica a ovest del nucleo principale di Steske.
In quest'epoca il territorio dell'attuale insediamento era amministrato dal comune catastale di Reifemberg (Rihenberg), entro i cui confini rimarrà sino a dopo la seconda guerra mondiale. Nel 1920, in seguito alla prima guerra mondiale e al Trattato di Rapallo, il villaggio passò al Regno d'Italia come l'intera Venezia Giulia. In epoca fascista il toponimo dell'insediamento venne italianizzato in Stesche.
Dopo la seconda guerra mondiale il paese passò dapprima alla zona A sotto amministrazione alleata e poi nel 1947, in seguito al Trattato di Parigi, alla Jugoslavia.
Dal 1991 fa parte della Slovenia.

## Infrastrutture e trasporti
Il villaggio è servito dalla fermata ferroviaria di Steske, posta sulla linea Jesenice-Trieste.